# Mindless Self Indulgence

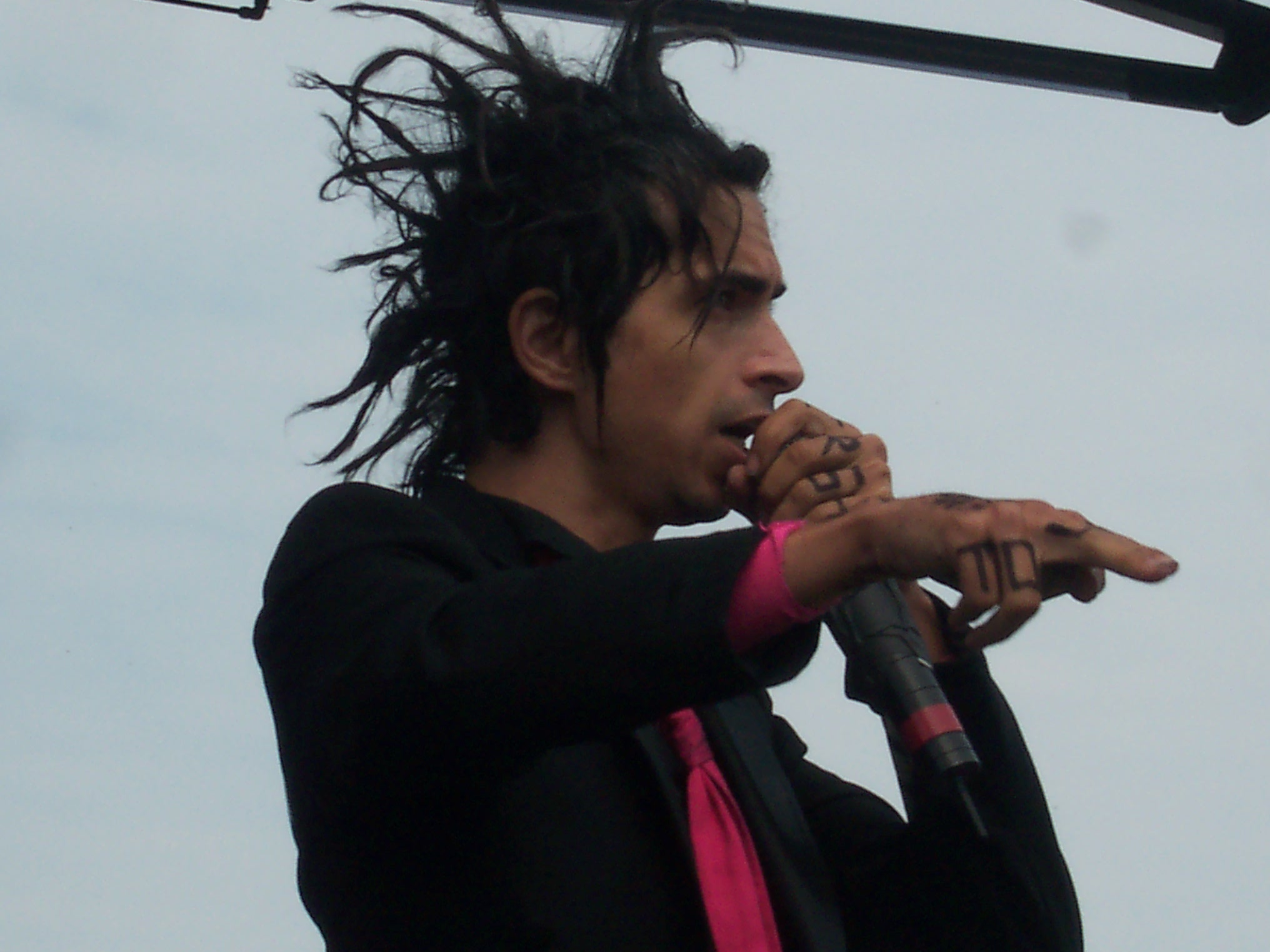
Jimmy Urine in 2007.

Mindless Self Indulgence (afgekort MSI) is een electro-punkband uit de Verenigde Staten. De band is in 1997 opgericht in New York. De naam van de band komt van het album 'Mindless Self-Indulgence', dat rond 1990 werd opgenomen door de frontman van de band, Jimmy Urine. De groep heeft een variërende stijl, die bestaat uit onder andere rap, punkrock, alternatieve rock, elektronische muziek, techno en industrial. Omdat de groep geen vast genre had, noemde ze het vaak 'Industrial Jungle Pussy Punk', alhoewel ze tegenwoordig reeds van deze terminologie zijn afgestapt. De naam is afkomstig van een album dat in 1995 werd opgenomen door de zanger Jimmy Urine en zijn broer.
De band bestaat uit 4 leden:

## Samenstelling
- Jimmy Urine, zang
- Steve, Righ?, gitaar
- Kitty, drum
- Lyn-Z, bass

## Discografie

### Studioalbums
- 1999: Tight
- 2000: Frankenstein Girls Will Seem Strangely Sexy
- 2005: You'll Rebel to Anything
- 2008: If
- 2013: How I Learned to Stop giving a Shit and Love Mindless Self Indulgence

### Extended plays
- 2003: Despierta Los Niños
- 2006: Another Mindless Rip Off

### Live en compilaties
- 2002: Alienating Our Audience
- 2007: Our Pain, Your Gain (DVD)